# Sarcomastigophora

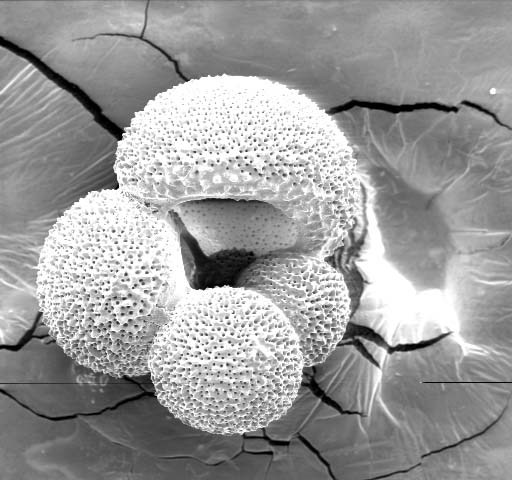
Globigerina bulloides, micrografía electrónica de barrido.

Los sarcomastigóforos (Sarcomastigophora gr. mastix, látigo, y phoros, portador) es un antiguo phyllum (obsoleto en la actualidad) que abarcaba a los protozoos que típicamente poseen un núcleo de endosoma.

## Características
Los sarcomastigóforos son un grupo que se caracteriza por un anillo de cromatina nuclear alrededor de una región central libre de cromatina, y que son móviles gracias a la existencia de flagelos (orgánulos persistentes para la locomoción), en número variado, seudópodos (orgánulos temporales para el movimiento,
No es un grupo natural (de parentesco) y no tiene ya presencia en las clasificaciones modernas, pero se lo sigue citando en textos elementales de biología.
Se incluían dentro de este grupo a los sarcodinos o rizópodos, organismos con la membrana deformable y que mediante corrientes citoplasmáticas periféricas son capaces de emitir pseudópodos, y a los flagelados o mastigóforos, en los que los flagelos están presentes durante todo su ciclo biológico pudiendo desaparecer temporalmente en un momento determinado en alguna de sus formas.